# Eustomias posti
Eustomias posti är en fiskart som beskrevs av Gibbs, Clarke och Gomon, 1983. Eustomias posti ingår i släktet Eustomias och familjen Stomiidae. IUCN kategoriserar arten globalt som livskraftig. Inga underarter finns listade i Catalogue of Life.